# 光時亨
光時亨（1599年—1645年），字羽聖，號含萬，直隸桐城縣（其故里今屬安徽樅陽縣）人。明末政治人物，崇禎十七年（1644年）任給事中。李自成大軍逼近京師之際，力阻崇禎帝南遷之議。京師城破後南歸，次年，被弘光朝廷以「阻遷」之罪處死。

## 生平
天啓四年（1624年），光時亨登甲子科應天鄉試舉人，崇禎七年（1634年）中式甲戌科進士，授四川榮昌縣知縣，十年调任内江县，十五年行取，考选刑科給事中。
崇禎帝征光時亨入京師，在左掖門御前廷對。光時亨慷慨陳詞，認為「近事之誤，莫如撫賊」，主張「布大信以傾賊黨」，將亂軍中剽悍者，招募為兵，將亂軍中攜裹之饑民，安置歸農。官兵、刑二科給事中。半月之間，上疏百餘封，彈劾權貴、建言軍國大事，又請求免除老家桐城漕糧。
崇禎十七年（1644年）三月，李自成陷大同，京師震動。詞臣李明睿倡議南遷，內閣大學士陳演、魏藻德反對，並指使光時亨激烈諫阻，堅決主張固守京師。四月，京師陷落。城破之時，光時亨興御史王章巡守阜成門，王章被殺。《桐城耆舊傳》稱，光時亨摔斷左腿，爬進尼姑庵自縊獲救，又與御史金鉉同投御河，金鉉身死，光時亨再次為人救起。而《甲申傳信錄》等野史則稱時亨開城迎降，留任兵科諫議（給事中）。李自成敗，光時亨南歸，至宿遷被大帥劉澤清派人關押。弘光元年（1645年），南京朝廷權臣馬士英稱：“給事中光時亨力阻南遷，致先帝身殞社稷；而身先從賊，為大逆之尤。”與降闖之臣周鍾、武愫同時棄市。

## 家族後代
曾祖光维。祖光煦。父光自让，礼部儒士、乡大宾。
孫光標，字霞起，號虛舟，清康熙年間諸生，為人至孝，有《片舫齋集》。曾孫光成采，雍正二年進士，有《大易旁通》十二卷。

## 墓葬
光时亨墓，在枞阳县浮山镇女儿桥村光家嘴。